# I=U=WE 序
I=U=WE : 序 è il secondo EP del gruppo musicale cinese Boy Story, pubblicato il 6 gennaio 2020.

## Tracce
1. Intro: BOY STORY – 2:18
2. 如果(Rú Guǒ) – If – 3:28
3. Energy – 3:38
4. 序告白(Xù Gào Bái) - Prologue – 3:35
5. Outro: 彼此(Bǐ Cǐ) - Each Other – 2:19